# Sacrée journée pour Bourriquet
Pour plus de détails, voir Fiche technique et Distribution.
Sacrée journée pour Bourriquet (Winnie the Pooh and a Day for Eeyore), ou Bourriquet est à la fête au Belgique et Québec, est un moyen-métrage d'animation des studios Disney sorti en 1983.
Basé sur les personnages d'Alan Alexander Milne créés en 1926, c'est le cinquième film consacré à Winnie l'ourson. Il a été ajouté à partir de 2002 comme bonus dans les DVD du long métrage Les Aventures de Winnie l'ourson (1977) une compilation de trois courts métrages, Winnie l'ourson et l'Arbre à miel (1966), Winnie l'ourson dans le vent (1968) et Winnie l'ourson et le Tigre fou (1974).

## Synopsis
Winnie l'ourson évoque une invention, un jeu de course qui consiste pour chaque joueur à lancer un bâton en amont d'un pont et de voir lequel arrive le premier de l'autre côté. Winnie marchait vers un pont de bois où il a l'habitude de ne rien faire de particulier. Ce jour-là, il avait trouvé une pomme de pin et l'avait ramassée. Cherchant une rime avec « pomme de pin », il a trébuché accidentellement sur une racine d'arbre et était tombé dans la rivière. Constatant que le courant emportait la pomme de pin sous le pont, il eut l'idée d'utiliser des bâtons pour faire un jeu de course et lui donna un nom.
Plus tard, Winnie, Porcinet, Coco Lapin et Petit Gourou jouent à ce nouveau jeu et aperçoivent soudainement Bourriquet dans la rivière. Ils lancent une pierre pour l'aider à sortir des eaux. Bourriquet raconte alors qu'il est tombé à l'eau après qu'on lui ait bondi dessus. Porcinet pense alors que c'est Tigrou qui a dû bondir sur Bourriquet et le pousser à l'eau. Tigrou arrive alors et explique que son dernier saut était en réalité dû à la toux ce qui provoque la colère de Bourriquet. Les deux amis se chamaillent jusqu'à ce les autres animaux aidés par le narrateur fassent avouer à Tigrou qu'il a intentionnellement bondi sur Bourriquet. Il affirme que c'était pour rire mais personne ne le soutient et il part en sautillant se plaignant du manque d'humour de ses amis.
Bourriquet semblant très déprimé, Winnie le suit jusqu'à son triste endroit et lui demande quel est le problème. Bourriquet l'informe que c'est son anniversaire et que personne ne lui a souhaité. Winnie lui offre alors son pot de miel mais souffre rapidement de la faim et vide le pot. Winnie part demander conseil à Maître Hibou. Il lui propose que Bourriquet écrive sur le pot pour pouvoir y mettre ses affaires. Maître Hibou écrit alors « Bon anniversaire » mais avec plein de fautes et s'envole prévenir Jean-Christophe de l'anniversaire. Entre-temps Winnie rencontre Porcinet et l'informe de l'anniversaire de Bourriquet. Porcinet propose d'offrir un ballon rouge à Bourriquet. Maître Hibou survole Porcinet et lui dit bonjour mais ce dernier est déconcentré et heurte un arbre faisant éclater son ballon. Porcinet est triste que son cadeau soit détruit mais il l'offre quand même à Bourriquet juste après que Winnie offre son pot vide.
Bourriquet est content car il peut maintenant faire rentrer le ballon dont la couleur rouge est sa préféré dans le pot et le sortir. Winnie et ses amis annoncent qu'il vont faire une fête d'anniversaire pour leur ami. Durant la fête, Tigrou arrive et bondit sur Coco Lapin le faisant tomber de sa chaise. Petit Gourou propose à Tigrou de se joindre aux festivités mais Coco Lapin, furieux d'avoir été renversé suggère que Tigrou s'en aille, vu comment il a traité Bourriquet auparavant. Petit Gourou souhaite que Tigrou reste et Jean-Christophe propose que tout le monde se rende sur le pont de bois pour jouer au jeu inventé par Winnie. Bourriquet gagne la plupart des parties grâce à la chance du débutant tandis que Tigrou n'en gagne aucune ce qui lui fait dire que les tigres n'aiment pas ce jeu. Bourriquet explique à Tigrou son secret pour gagner, laisser le bâton tomber d'une manière nerveuse. Tigrou saute à nouveau sur Bourriquet et Jean-Christophe, Winnie et Porcinet concluent que finalement c'est du Tigrou tout craché.

## Fiche technique
- Titre original : Winnie the Pooh and a Day for Eeyore
- Titre français : Sacrée journée pour Bourriquet
- Réalisation : Rick Reinert
- Scénario : Peter Young, Steve Hulett, Tony L. Marino
- Animateur : Ken O'Brien
- Musique : Steve Zuckerman, 
  - Chansons : Richard M. Sherman et Robert B. Sherman
- Directeur de production : Rick Reinert
- Production : Rick Reinert Productions pour Walt Disney Productions
- Distribution : Buena Vista Pictures Distribution
- Durée : 25 minutes
- Date de sortie :
  - États-Unis : 11 mars 1983

## Distribution

### Voix originales
- Hal Smith : Winnie/ Maître Hibou
- Ralph Wright : Bourriquet
- Paul Winchell : Tigrou
- Will Ryan : Coco Lapin
- Kim Christianson : Jean-Christophe
- John Fiedler : Porcinet
- Julie McWhirter : Grand Gourou
- Dick Billingsley : Petit Gourou
- Laurie Main : Narrateur

### Voix françaises
- Roger Carel : Winnie l'ourson / Porcinet / Coco Lapin
- Henry Djanik : Maître Hibou / Bourriquet
- Patrick Préjean : Tigrou
- Jackie Berger : Petit Gourou / Jean-Christophe
- Jean Topart : le narrateur

## Sorties vidéo
Winnie l'ourson: Bourriquet est à la fête
- 1993 et 1995 : VHS (Belgique)
- 11 juillet 2000 : VHS (Québec)

## Production
Sacrée journée pour Bourriquet a été  distribué sous le label Disney mais produit par Rick Reinert Productions. Le court métrage éducatif Winnie the Pooh Discovers the Seasons réalisé en 1981 est lui aussi produit par Rick Reinert.
Le studio Disney avait déjà sous traité des films d'animation principalement des courts métrages publicitaires et des productions télévisuelles mais pas de films grand public depuis Les Bébés de l'océan (1938). Le personnage central de ce moyen métrage est Bourriquet dont c'est l'anniversaire. Selon John Grant, l'esthétique de la compilation est très fidèle aux illustrations originales d'E. H. Shepard mais la production de Reinert est de qualité inférieure. Maltin confirme l'infériorité du quatrième moyen métrage. Pour Dave Smith c'est l'absence des acteurs vocaux d'origine qui porte atteinte à la qualité du film. La sortie du moyen métrage a été couplée avec la ressortie du long métrage Merlin l'Enchanteur (1963).
Les éditions DVD à partir de 2002 comportent, en bonus, le moyen métrage supplémentaire Sacrée journée pour Bourriquet (1983). La narration n'est pas assurée par Sebastian Cabot décédé en 1978.